# Sportbekleidung
Sportbekleidung, auch Sportkleidung, umfasst Kleidungsstücke sowie Accessoires, die speziell für sportliche Aktivitäten entwickelt wurden. Sie spielt eine entscheidende Rolle im Bereich des Sports, da sie nicht nur den Komfort und die Leistungsfähigkeit der Sportler verbessert, sondern auch dazu beiträgt, Verletzungen vorzubeugen und den individuellen Bedürfnissen verschiedener Sportarten gerecht zu werden.

## Geschichte der Sportbekleidung
Die Anfänge von organisierteren Sportveranstaltungen, wie den Olympischen Spielen in der Antike, fanden nackt oder in leichten, lockeren Gewändern statt. Im 19. Jahrhundert veränderten sich die Anforderungen an die Sportbekleidung. Vorerst dominierten lange, hochgeschlossene Kleidungsstücke, dessen Fokus nicht auf der Funktionalität, sondern auf der Generierung von Ansehen lag. Zu jener Zeit bestand die Sportbekleidung zum größten Teil aus Baumwolle. Die Entwicklung der Sportbekleidung machte im 20. Jahrhundert mit der Einführung synthetischer Materialien einen großen Fortschritt. Elastische Kunstfasern ermöglichten die Herstellung von leichten, atmungsaktiven und dehnbaren Stoffen. Dies erleichterte Sportlern das Training. Nach dem Zweiten Weltkrieg erlebte die Sportbekleidung eine weitere bedeutende Veränderung. Besonders die Entstehung von Puma und Adidas, sowie die rasante Entwicklung von Sportbekleidung in den USA, welche als Vorbild diente, trugen zu dieser Entwicklung bei. Dies hatte die Integration von Sportbekleidung in den Alltag, sowie die technischen Fortschritt, zur Folge. Ende des 20. Jahrhunderts begann der Markt vermehrt Sportbekleidung für Frauen zu konzipieren, welche zuvor nur wenig berücksichtigt wurden. des Weiteren wurde Sportbekleidung auch im Alltag populär. Turnschuhe, Kapuzenpullis, Basketballshorts sowie Baseballmützen wurden zu Symbolen der Fitnesskultur und Sportmode war repräsentativ für kulturelle Trends. Es folgten neue technologische Innovationen. Feuchtigkeitsableitende, Atmungsaktive und Windabweisende Stoffe, revolutionierten die Sparte der Sportbekleidung und leisteten eine Beitrag zur Beeinflussung sportlicher Leistung und Sicherheit durch Mode.

## Funktion von Sportbekleidung
Abhängig von der Sportart erfüllt die Sportbekleidung spezifische Funktionen und unterscheidet sich in ihrem Aussehen. Grundsätzlich sind aber bestimmte Voraussetzungen gegeben. Moderne Sportbekleidung dient durch das Wegleiten von Schweiß, der Regulierung der Körpertemperatur. Zusätzlich werden abhängig von den Witterungsbedingungen, besonders atmungsaktive oder thermostatische Materialien verwendet. Dadurch wird eine Unterkühlung oder Überhitzung der Sportler verhindert. Elastische Materialien und spezielle Schnitte dienen dem Komfort sowie er idealen Bewegungsfreiheit. Sportkleidung ist grundsätzlich darauf ausgelegt, die Leistung von Sportler zu unterstützen. Gleichzeitig tragen sie auch durch zur Sicherheit und Minimierung von Verletzungen bei. Sportbekleidung kann neben den Funktionen für die physische Gesundheit, sich auch auf die Psyche eines Sportlers auswirken. Dabei stehen die Förderung von Selbstbewusstsein sowie Motivation, eine zentrale Rolle.

## Materialien
- Polyester
- Polyamid
- Elasthan
- Baumwolle
- Merinowolle
- Modal
- Lyocell
- TENCEL[16]

## Technologien
- Dri-FIT-Technologie[17]
- Climalite und ClimaCool[18]

- Mesh-Einsätze[19]
- GORE-TEX[20]

- Outlast-Technologie[21]
- ClimaWarm[22]
- Kompressionskleidung[23]
- Graduierte Kompression[24]
- Eingebaute Sensoren[25]
- UPF-Markierung (Ultraviolet Protection Factor)[26]
- Silberionen-Technologie[27]
- Nahtlose Technologie[28]